# Melanocharis arfakiana
El picabayas oscuro (Melanocharis arfakiana) es una especie de ave paseriforme de la familia Melanocharitidae endémica de Nueva Guinea.
Fue descrita por el ornitólogo alemán Friedrich Finsch a partir de un espécimen recolectado en 1867 en la isla de Nueva Guinea (en la cual la familia de los picabayas es endémica); el espécimen provenía de las montañas Arfak (actualmente Papúa). Otro espécimen fue recolectado en 1933 en las montañas (950–1000 m) al noroeste de Port Moresby en Papua Nueva Guinea (BirdLife International 2006), estos dos especímenes son los únicos dos registros confirmados de la especie. Existen registros de avistamientos no confirmados en regiones de Nueva Guinea; lo cual sugeriría que la especie no es una especie rara, y que reside en el bosque intervenido por el hombre, siendo capaz de sobrevivir a las modificaciones de su hábitat. Todos los avistamientos se realizaron en las montañas (640-1,100 m), lo cual es consistente con el rango de los otros picabayas, solo el picabayas negro posee un rango que comprende tierras de menor elevación (Beeher et al. 1986).

## Descripción
El picabayas oscuro es un ave pequeña de color oliva con partes inferiores grisáceas. Se asemeja a la hembra del picabayas negro excepto por los recubrimientos de las alas y plumas pectorales que son amarillentos, y el pico que es pálido. La especie es arbórea (Gregory & Webster 2004) y probablemente busque alimento en solitario, localizando los frutos y pequeños invertebrados planeando y picoteando en las ramas (de manera similar al resto de los picabayas).